# Сеттефраті
Сеттефраті (італ. Settefrati) — муніципалітет в Італії, у регіоні Лаціо,  провінція Фрозіноне.
Сеттефраті розташоване на відстані близько 120 км на схід від Рима, 45 км на схід від Фрозіноне.
Населення — 736 осіб (2014).
Покровитель — святий Степан Protomartire.

## Демографія
Населення за роками:

Станом на 1 січня 2023 року в муніципалітеті офіційно проживало 49 іноземців з 10 країн, серед них 9 громадян країн Євросоюзу.

## Сусідні муніципалітети
- Барреа
- Чивітелла-Альфедена
- Галлінаро
- Опі
- Пічиніско
- Сан-Донато-Валь-ді-Коміно